# Hatting (Dänemark)
Hatting ist ein Dorf in der Kommune Horsens in der Region Midtjylland, Dänemark. Hatting ist 6 km von Horsens entfernt. Im Jahr 2020 hatte es eine Bevölkerung von 1733 Einwohnern. Die Hatting Bakery wurde 1947 gegründet.